# Hamlet
|  | Aquest article tracta sobre la tragèdia de William Shakespeare. Vegeu-ne altres significats a «Hamlet (desambiguació)». |

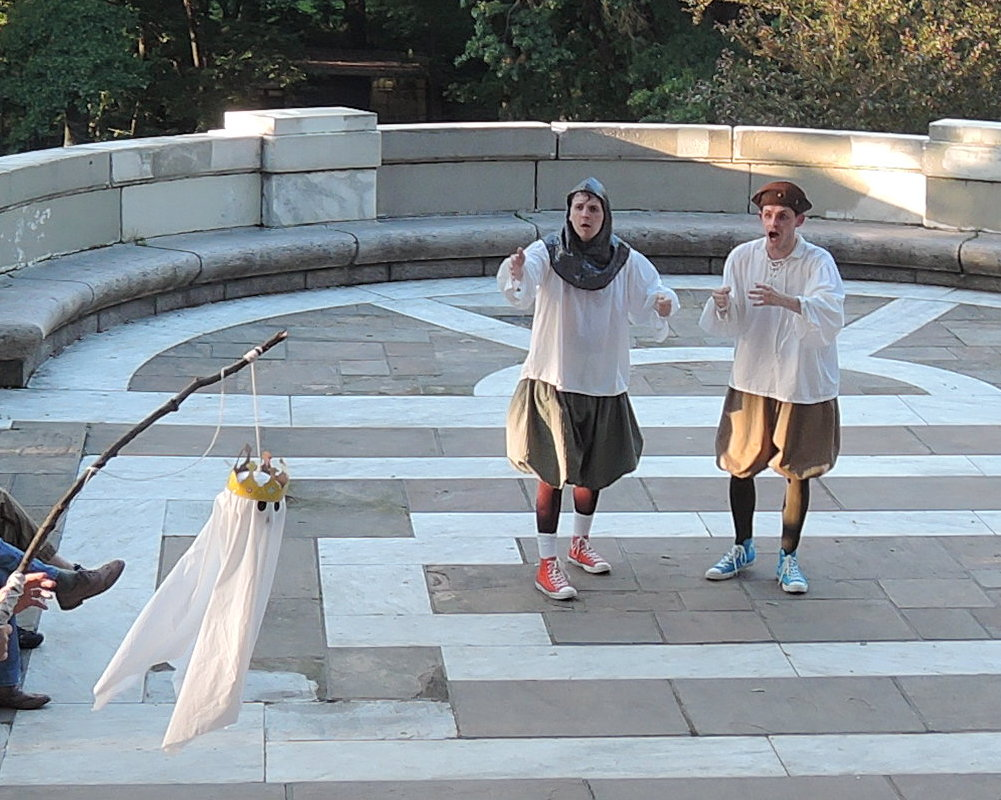
Hamlet, en una posada en escena del 2013.

Hamlet, príncep de Dinamarca és una tragèdia escrita en vers per William Shakespeare a començaments del segle xvii, probablement entre 1600 i 1601. És la vint-i-dosena obra teatral de les trenta-set que va escriure Shakespeare. Representada sencera dura unes sis hores, és la peça teatral més llarga de l'autor. És una de les obres més conegudes de Shakespeare i un dels clàssics de la literatura universal. Sembla que recull una llegenda danesa recollida per Saxo Grammaticus i adaptada per reflectir la realitat anglesa de l'època.
Sobre aquesta obra teatral, fins al 2005, s'han arribat a escriure trenta-sis òperes i més de cinquanta pel·lícules, com per exemple la dirigida per Grigori Kosintsev el 1966 o la de Kenneth Branagh el 1996. Conté el monòleg més famós de la història del teatre: «To be or not to be». Com passa en el Quixot i en alguns pocs altres personatges de ficció, el seu protagonista principal, que dona títol a l'obra, ha esdevingut un arquetip o mite independent de l'obra a la qual pertany. També apareix el personatge en textos d'altres autors, com per exemple en Rosencrantz i Guildenstern són morts, de Tom Stoppard.

## Dramatis Personae
- Hamlet, fill de l'anterior rei de Dinamarca i nebot del rei actual.
- Claudi (Claudius), rei de Dinamarca i oncle de Hamlet.
- Gertrude (Gertrude), reina de Dinamarca i mare de Hamlet.
- Poloni (Polonius), conseller del rei.
- Ofèlia (Ophelia), filla de Poloni.
- Horaci (Horatio), amic de Hamlet.
- Laertes, fill de Poloni.
- Vortimand i Corneli, cortesans.
- Rosencrantz i Guildenstern, cortesans i amics de Hamlet.
- Osric, cortesà.
- Marcel (Marcellus), soldat.
- Bernat (Bernardo), soldat.
- Francesc (Francisco), soldat.
- Reinald (Reynaldo), criat de Poloni.
- Fortimbràs, príncep de Noruega.
- Fantasma del pare de Hamlet.
- Enterramorts.
- Capità de l'exèrcit de Fortimbràs.
- Companyia d'actors (rei, reina, Lucianus…)
- Missatgers, ambaixadors, nobles, mariners, servents,...

## Argument

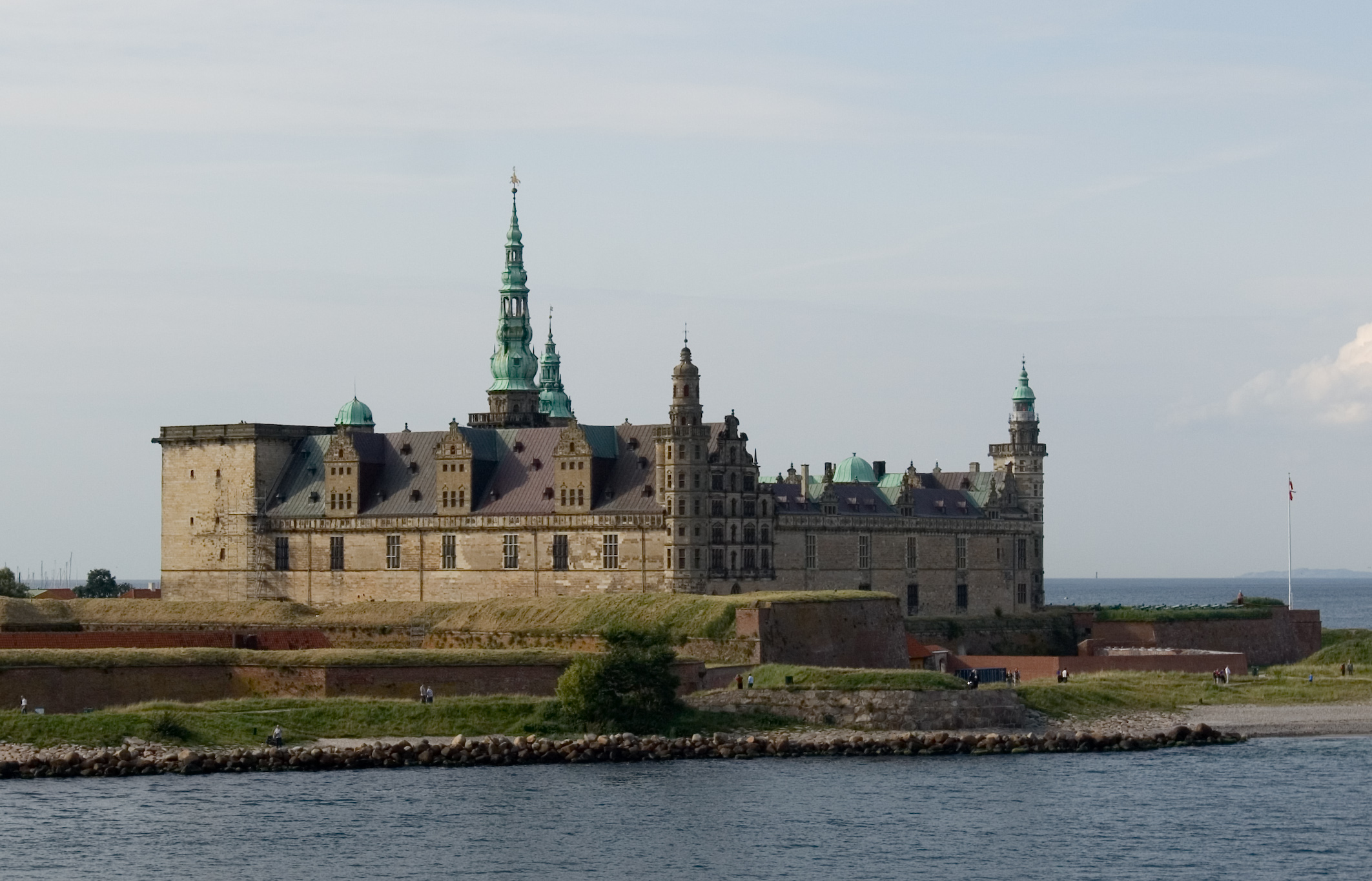
El castell d'Elsinore.

Els sentinelles del castell d'Elsinore, a Dinamarca, acompanyats del cortesà Horaci, reben a mitjanit la visita de l'espectre del rei mort Hamlet. Horaci ho atribueix als preparatius de guerra contra l'intent d'invasió del jove príncep noruec Fortimbràs. El germà del rei Hamlet és el nou rei elegit, Claudi, que s'ha casat amb Gertrudis, mare de Hamlet fill i fins aleshores esposa de Hamlet pare. El príncep Hamlet es mostra trist per la mort del seu pare i troba precipitat el casament de la seva mare vídua. Alertat pels sentinelles, Hamlet els acompanya en la següent guàrdia i parla amb l'espectre, que li explica com fou assassinat pel seu propi germà i l'exhorta a la venjança.
Poloni, un lord camarlenc de la cort a Dinamarca, veu amb mals ulls el conat de festeig entre la seva filla Ofèlia i el príncep Hamlet. Hamlet parla amb Ofèlia explicant-li que està decebut de l'amor, que ja no hi creu, i sobretot del que poden esdevenir les persones. Li aconsella que no es casi i sobretot que no tingui fills, perquè el fill més bo i pur pot esdevenir un monstre, i no vol que ella hagi de viure això. D'altra banda, ella i tota la cort es mostren preocupats per la tristesa de Hamlet. Cadascú intenta ajudar-lo de la manera que pot. Una de les maneres d'intentar distreure'l és fent venir al castell una companyia d'actors que agrada molt a Hamlet. Aquesta és l'excusa per a Shakespeare de donar la seva opinió sobre l'actualitat escènica de l'època.

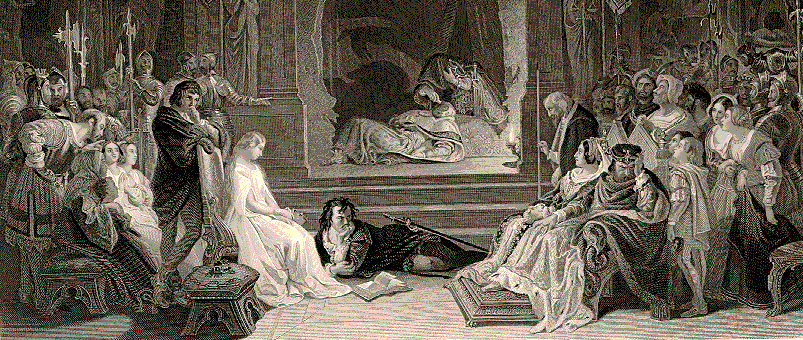
Escena de la trampa, una actuació amb versos modificats.

Hamlet (al contrari que Macbeth) es pregunta si el fantasma que ha vist no serà una trampa del dimoni, si el que li diuen no serà mentida, per fer-li fer una cosa que mai faria en altre cas. Parlant amb els actors, se li acudeix una manera de potser saber-ho. Els fa representar una obra determinada, amb uns quants versos modificats per ell mateix, per tal que s'assembli molt al que li ha explicat l'espectre del seu pare. El pla és vigilar, amb el seu amic Horaci, les cares que posen el rei Claudi i sa mare, la reina Gertrudis, en veure-ho. Ambdós queden clarament delatats i Claudi confirma que Hamlet és un perill per a ell.
Hamlet es troba el rei Claudi sol, en aparent actitud de pregar. Té l'ocasió de matar-lo, però pensa que així li estalviaria la condemna eterna a l'infern i l'alliberaria d'un suposat patiment per culpabilitat a la terra. Seria un favor i no una venjança. Claudi va matar el rei Hamlet sense que pogués purificar-se els pecats, quedant com a ànima en pena, i és així com Hamlet decideix que ha de matar Claudi.

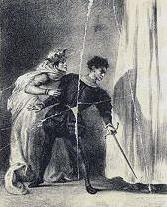
Hamlet, Poloni i Gertrude.

El rei Claudi i Poloni pacten que aquest darrer vigili la conversa que Hamlet ha de tenir amb la seva mare. Poloni, amagat darrere un tapís, en un moment xiscla, i Hamlet, espantat, el traspassa amb l'espasa cridant «una rata!». Retiren el tapís i descobreix que ha matat el pare d'Ofèlia. Se l'emporta i l'amaga als altres, de manera que no podrà ser enterrat amb els honors que li corresponen ni sense ser purificat per una missa. Claudi intenta que no se'n parli gaire perquè no es relacioni amb la mort de Hamlet pare i envia Hamlet fill a Anglaterra, tement per la seva vida, fa que Rosencrantz i Guildenstern acompanyin Hamlet a Anglaterra amb una carta segellada per al rei anglès sol·licitant que Hamlet sigui executat immediatament. El príncep ho descobreix, fa que els matin a ells i torna amb vida a Dinamarca.
Ofèlia es fa conscient dels consells de Hamlet, «sabem què som, però no sabem què podem arribar a ser», perd la confiança en la condició humana i es desvincula dels cortesans que la rodegen, s'expressa cantant frases que els altres no comprenen, reparteix herbes i flors que simbolitzen la hipocresia, l'adulació, etc. Intenta salvar els altres. Puja a un arbre per a penjar-hi flors i cau al riu, s'hi ofega sense que ningú faci res mentre va enfonsant-s'hi lentament.
Claudi informa Laertes que el seu pare Poloni ha estat assassinat per Hamlet i li proposa venjar-lo parant-li una trampa: en un combat d'esgrima presentat com a amistós, però posant un verí molt potent a l'espasa de Laertes, de manera que només una petita raspadura mataria Hamlet. I per si no és suficient, si Hamlet, sufocat, demana beure, li donaran vi enverinat.

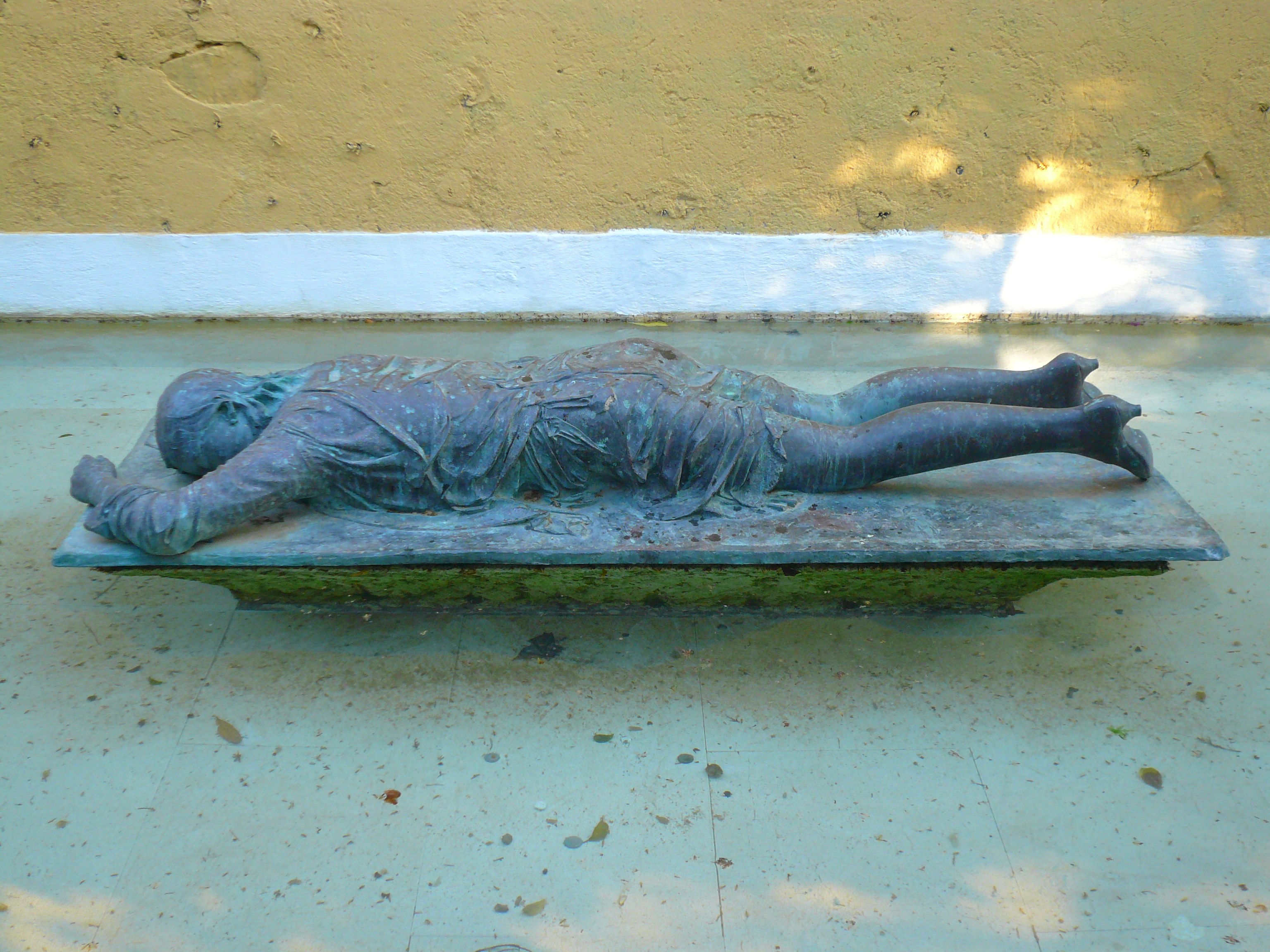
La mort d'Ofèlia és un tema típic del romanticisme i reiterat al llarg del temps. N'existeix una escultura, per exemple, als jardins de la Vil·la Cecília de Barcelona.

Dos pagesos que fan d'enterramorts caven tombes al cementiri. Parlen de la desigualtat de les classes socials, de la hipocresia del clergat i d'existencialisme. Amb la mort tot acaba. Al final, tothom es torna igual, un manat d'ossos com els que es troben. Hamlet i el seu amic Horaci es troben un d'ells jugant amb calaveres, una d'aquestes és d'un bufó que havia jugat amb Hamlet quan era petit. L'enterramorts explica als dos homes, sense saber qui són, que es diu que el príncep Hamlet és boig i que per això l'han enviat a Anglaterra. Es troben amb el funeral d'Ofèlia, a la qual el capellà no ha volgut fer tots els honors que d'altres voldrien. Gertrudis mostra el seu amor per ella. Laertes i Hamlet competeixen per qui dels dos té més dolor.
Hamlet i Laertes, passat el funeral, es comprenen mútuament. Es declaren admiració i respecte, volen ser amics. El rei convoca tota la cort a l'aposta d'esgrima, com un entreteniment festiu. Laertes no vol tocar Hamlet, però al final tots dos resulten punxats amb l'espasa enverinada. La reina beu per accident el vi enverinat destinat a Hamlet. Aquest, que com Laertes encara té uns minuts de vida abans que faci efecte el verí, mata Claudi amb l'espasa enverinada. També ha donat temps perquè Laertes i Hamlet es perdonin. De fet, ha estat Laertes qui ha informat dels plans de Claudi que permeten a Hamlet matar-lo. Hamlet, veient que el tron de Dinamarca quedarà imminentment buit, dona vot perquè sigui ocupat per Fortimbràs. D'altra banda, demana al seu amic Horaci que expliqui la seva història. Arriben notícies d'Anglaterra que Rosencrantz i Guildenstern són morts. El príncep noruec Fortimbràs arriba a la cort per celebrar la seva victòria a Polònia i veure l'espectacle de Laertes i Hamlet, però ja els troba tots morts. Demana que el cos de Hamlet sigui posat damunt d'un cadafal i se li facin tots els honors.
L'obra acaba, doncs, amb tots els personatges rellevants morts, reforçant el seu caràcter tràgic.

## Fonts

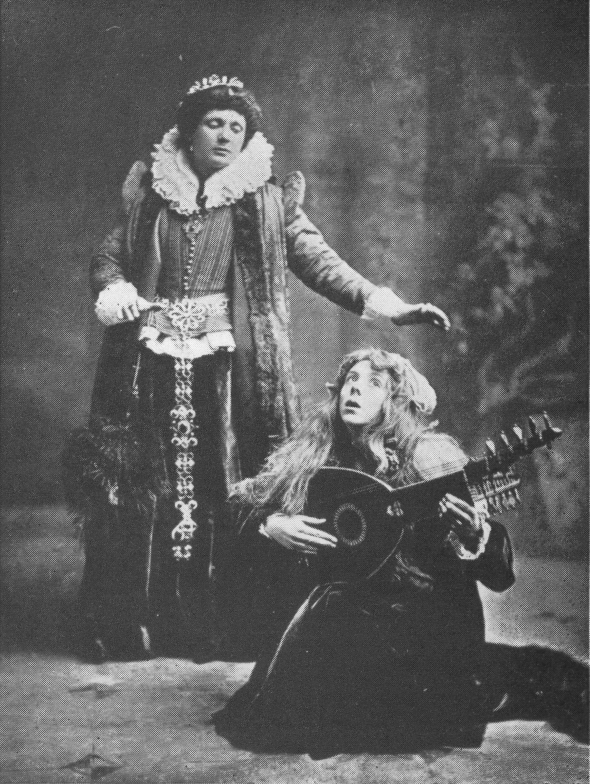
Hamlet es va considerar el paradigma d'heroi romàntic.

## Estructura
Shakespeare es basa en els principis de la tragèdia d'ordre per a construir les tragèdies Hamlet, Macbeth i Juli Cèsar. L'esquema d'aquest tipus de tragèdia consisteix en l'assassinat d'una figura d'ordre (Hamlet pare, Duncan, Juli Cèsar) per un asurpador o conspirador (el rei Claudi, Macbeth, Brutus amb d'altres) i el posterior restabliment de l'ordre per un venjador (Hamlet fill, Macduff, Octavi i Marc Antoni).

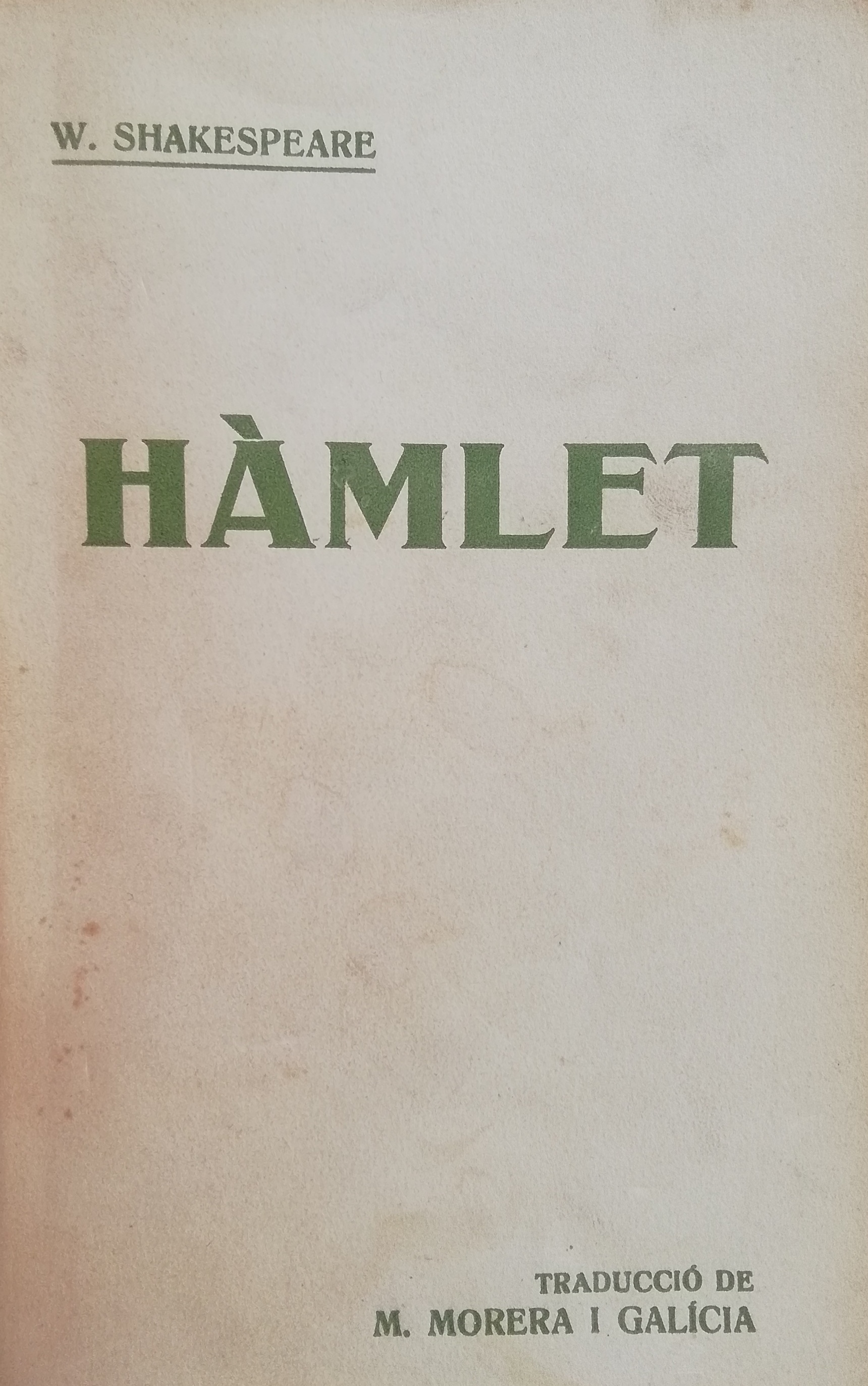
Traducció catalana de Hàmlet publicada a Barcelona l'any 1920

En el cas de Hamlet, Shakespeare repeteix l'esquema tres vegades: Fortimbràs pare és assassinat per Hamlet pare i venjat per Fortimbràs fill, Hamlet pare és assassinat per Claudi i venjat per Hamlet fill, i Poloni (pare de Laertes i Ofèlia) és assassinat per Hamlet fill i venjat per Laertes.
Tot i repetir aquest patró en tres obres, i fins i tot repetir-lo dins de Hamlet, cada vegada ho fa d'una manera diferent. Les relacions entre els personatges no són les mateixes, ni la naturalesa de cada conspirador, ni cap a qui tendiríem a decantar-nos moralment, per exemple, en cada cas.

## Trets significatius

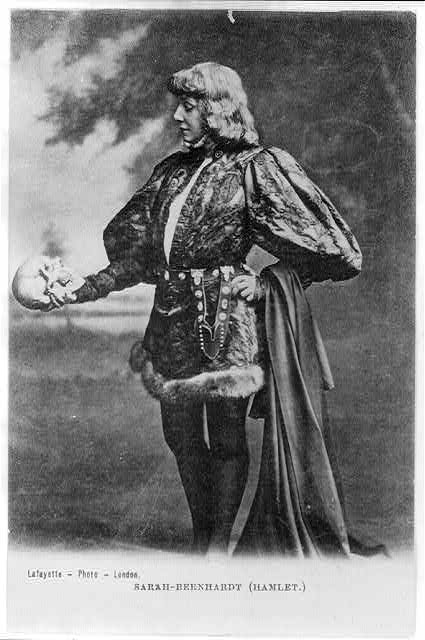
L'actriu francesa Sarah Bernhardt fent d'Hamlet el 1899.

Hamlet encarna el dubte entre l'amor cap a la seva mare i la lleialtat al pare, entre les seves pors i el deure de venjar el rei mort, entre l'amor i les seves obligacions. Aquest caràcter complex és un dels principals atractius de l'obra.
L'acció tràgica té elements còmics, com els diàlegs entre els servidors, que fan de contrapunt. A més, denuncia la corrupció del país i l'escassa frontera entre realitat i aparença, que és tema típic del barroc. Un altre tema barroc que apareix és la mort, omnipresent en l'obra. La majoria de representacions gràfiques del protagonista el mostren agafant un crani, moment a què pertany l'escena primera del cinquè acte (enterrament d'Ofèlia). El tema de la mort es tracta tant en aquesta escena com en el famós monòleg "ser o no ser" a l'inici del tercer acte, entre altres moments de l'obra.
Els personatges es mostren sobretot a partir dels monòlegs que fan, on expliquen els seus problemes i anticipen accions futures. És una tragèdia, doncs, més reflexiva que no pas d'acció, tot i el gran nombre d'esdeveniments que tenen lloc en la cort.
Per exemple, el protagonista, ja de bon començament, mostra el que serà la trama principal de l'obra i és com li canvia la vida la mort del seu pare i la visió del seu espectre. Fins abans, la seva vida era previsible i ben determinada, un príncep estimat pel seu poble, culte i feliç, hereu del tron i disposat a casar-se amb la seva enamorada Ofèlia. La trobada amb l'espectre li produeix una mena d'anagnòrisi que li fa veure el món i les persones d'una altra manera. Es veu llançat a deixar-ho tot, fins i tot la noia que estima, sent així víctima d'una alienació radical. Hamlet no té la personalitat d'un home d'acció sinó més aviat reflexiu, ni cap de les accions que realitza finalment serveixen de res. Per a Nietzsche, fins i tot ell ja sap que de tota manera res del que faci «no podria canviar res de la naturalesa eterna de les coses». Ell i altres estudiosos de Shakespeare, com Salvador Oliva, William Hazlitt i Harold Bloom, consideren que prendre el retardament de la venjança com a nucli de l'obra no és més que un prejudici.
En aquesta obra, com a totes les peces teatrals de Shakespeare, no hi ha ideologia, ni crítica, respecta i, de manera impersonal, estima els seus personatges.
Shakespeare hi va introduir elements com espectres, batalles, conspiracions i trames secundàries.

## Llenguatge

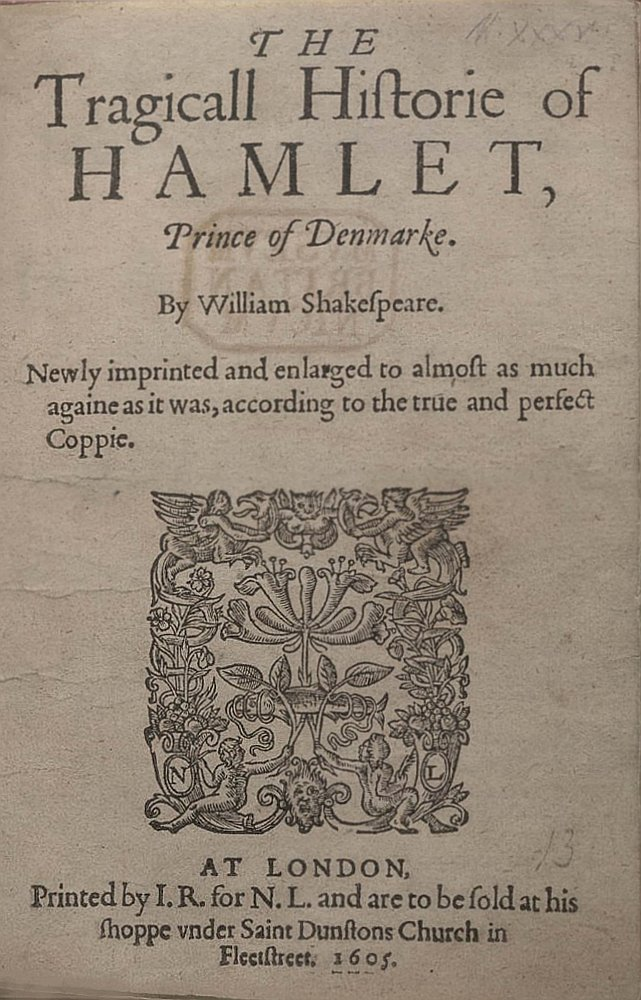
Portada de l'edició en quart del 1605.

En aquesta obra teatral, Shakespeare fa ús de repeticions i triplicacions. Es repeteixen conceptes iguals fonèticament, però amb significat diferent. En alguns casos, les repeticions són antítesis. La figura més repetida és l'hendíadis. També usa molt el paral·lelisme, especialment jugant entre aparença i realitat. Fa ús d'oxímorons.

## Traducció catalana
- Shakespeare, William. Hàmlet. Traducció de Magí Morera i Galícia, 1920. Reeditada diverses vegades per Editorial Selecta: Shakespeare, William: Hàmlet. Traducció de Magí Morena i Galícia. Pròleg de Joan Triadú. Barcelona: Editorial Selecta, 1964² (Biblioteca Selecta. Volum 366. Traduccions, vol. XXX).
- Shakespeare, William. La tràgica història de Hàmlet, príncep de Dinamarca. Traducció directa de l'anglès, pròleg, notes i selecció bibliogràfica per Terenci Moix. Barcelona: Editorial Aymà, 1980 (Quaderns de Teatre).
- Shakespeare, William. Hamlet. Barcelona: Quaderns Crema. Traducció de Joan Sellent, 2000.
- Shakespeare, William. Hamlet. Barcelona: Vicens Vives. Traducció i pròleg de Salvador Oliva, 2005, ISBN 978-84-316-8081-7.

## Hamlet en l'òpera
Diversos compositors han escrit òperes relatives a aquest personatge (entre parèntesis: data i lloc d'estrena i nom dels llibretistes):
- Francesco Gasparini: Ambleto (1705, 26-12, T. San Cassiano, Venècia ; Apostolo Zeno, Pietro Pariati)
- Domenico Scarlatti: Ambleto (1715, A. Zeno, P. Pariati)
- Giuseppe Vignati, Carlo Balliani i G. Cozzi: Ambleto (1719, A. Zeno, P. Pariati)
- Giuseppe Carcani: Ambleto (1742, carnestoltes, T. Sant'Angelo, Venècia ; A. Zeno, P. Pariati)[6]
- Luigi Caruso: Amleto (1790, F. Dorsene Aborigeno da Ducis)
- Gaetano Andreozzi: Amleto (1792, Giuseppe Maria Foppa)
- Ignaz Schuster: Hamlet, Prinz vom Tandelmarkt (1807, paròdia)
- Saverio Mercadante: Amleto (1822, 26-2, T. alla Scala, Milà; F. Romani)
- Antonio Buzzolla: Amleto (1848, Giovanni Peruzzini)
- Alexandre Stadtfeld: Hamlet (1857)
- Luigi Moroni: Amleto (1860)
- Franco Faccio: Amleto (1865, 30-5, T. Carlo Felice, Gènova ; revisió: 1871, 12-2, T. alla Scala, Milà ; Arrigo Boito)
- Ambroise Thomas: Hamlet (1868, Michel Carré i Jules Barbier); respectivament, com a Hamlet, Gertrude i Hamlet.
- Arthur Sullivan: Rosencrantz and Guildenstern (1874, L. Sullivan), comèdia musical
- Jean-Louis-Aristide Hignard: Hamlet (1888)
- Edward Keurvels: Hamlet (1891)
- Alfredo Grandi: Amleto (1898), comèdia musical
- Mario Zafred: Amleto (1961, Lilyan i M. Zafred)
- Alek'si Mačavariani: Hamlet (1967, Guram Meliva)
- Sandor Szokolay: Hamlet (1968)
- Humphrey Searle: Hamlet (1968, H. Searle)
- Pascal Bentoiu: 'Hamlet (1974, P. Bentoiu)
- Hermann Reutter: Hamlet (1980, H. Reutter)
- Wolfgang Rihm: Die Hamletmaschine (1987, Musiktheater in 5 Teilen, Heiner Müller)
- Sergej Michajlovič Slonimskij: Gamlet (1993, Jakov Gordin)
- Vladimir A. Kobekin: Gamlet Datsij, ili Rosskijskaia komedia (2008, 14-11, Moskovskij muzikalinij teatr imeni K. S. Stanislavskogo i Vl. I. Nemirovitxa-Dantxenko, Moscou (Rússia); V. Kobekin)
- Christian Jost: Hamlet: 12 musikdramatische Tableaux (2009, 21-6, Komische Oper Berlin, Berlín (Alemanya); C. Jost)
- Nancy Van de Vate: Hamlet (2009; estr. 2015, 18-4, Opera Theatre, Oxford (Mississippi, EUA); N. Van de Vate)
- Pierre Thilloy: Le jour des meurtres dans l'histoire d'Hamlet (2011, 23-3, Opéra-théâtre de Metz Métropole, Metz (França); a partir de Bernard-Marie Koltès)
- Anno Schreier: Hamlet (2016, Thomas Jonigk)

Hugi Guðmundsson: Hamlet in absentia (2017, 21-3, Den Fynske opera, Odense; H. Guðmundsson)
- Brett Dean: Hamlet (2017, 11-6, Glyndebourne ; Matthew Jocelyn)[7]